# María Roldán
María Roldán (Buenos Aires, 25 de diciembre de 1908; Buenos Aires, 6 de julio de 1989) fue una sindicalista y política argentina, de ideales anarquistas, que fue la primera mujer elegida como delegada sindical en la empresa frigorífica Swift, fundadora del Sindicato de la Carne en Argentina y fundadora del Partido Laborista de Argentina que diera origen al peronismo. Desempeñó un rol principal en la histórica movilización obrera del 17 de octubre de 1945, que liberó a Juan D. Perón (detenido por militares golpistas) y obtuvo la convocatoria a elecciones que consagró el triunfo del peronismo cuatro meses después. Cercana al sindicalista y político Cipriano Reyes, cuando este se enfrentó con Perón, perdió influencia en la vida política y sindical.

## Biografía
Su padre, Agustín Bernaviti, había huido de Italia a los 18 años, debido a su militancia anarquista. Su madre, Natalia Souto, emigró de España a la Argentina debido a la miseria. Se conocieron en Buenos Aires y tuvieron dos hijas: en 1907 nació Josefa y en 1908, María. Su padre aprendió el oficio de ebanista y obtuvo un empleo en el Teatro Colón, pero debido a la persecución política y sindical, debió mudarse a La Pampa, como trabajadores rurales.
Allí, con 16 años, conoció y se casó con Vicente Roldán, de 36, que había sido obrero de la carne en Berisso, en los arrabales de Buenos Aires. Tuvieron tres hijos: Vicente, Florentino –que falleció tempranamente–, y Dora. A principios de la década de 1930 la familia emigró hacia Buenos Aires, radicándose en Berisso, en un conventillo de la emblemática calle Nueva York.
Su esposo obtuvo empleo en el frigorífico Armour y debido a que conocía al dirigente sindical Cipriano Reyes, María obtuvo trabajo en el frigorífico Swift, con una jornada de 6 a 20 horas, en una sección en la que trabajaban 1200 mujeres. Recomendada por Cipriano Reyes, fue elegida delegada sindical, la primera delegada sindical de Latinoamérica del frigorífico Swift. Su esposo fallecería debido a los rigores del trabajo de la carne.
Como delegada mujer, debió enfrentar las conductas machistas de los capataces. Sus familiares recuerdan el enfrentamiento que mantuvo con un supervisor:

Una vez, el supervisor se paró delante de una de sus compañeras y le gritó: “Usted es una inútil”. La mujer se quedó callada y agachó la cabeza. María no aguantó.
—Esta señora tiene esposo, es una señora y madre de familia. ¿Con qué derecho la trata de inútil?
—Y si no sabe trabajar…, respondió el capataz.
—Tenga el respeto, señor jefe, de llamarla a solas en su oficina y explicarle a esta obrera lo que pasa, pero no la insulte delante de todos. Acuérdese de que usted nació de una mujer, no de una planta ¿o no nació de una mujer usted?

En 1943 fundó bajo el liderazgo de Cipriano Reyes, el Sindicato Autónomo de la Industria de la Carne, siendo la única mujer de la comisión directiva. En 1944 fue una de las conductoras de una huelga histórica de los dos frigoríficos de Berisso (Armour y Swift), casi sin antecedentes en el mundo para la industria frigorífica. Luego de 96 días la patronal aceptó los 14 puntos del petitorio y se levantó la huelga.
María Roldán desempeñó un papel importante en la conformación del peronismo entre 1943 y 1945 y se destacó en la histórica movilización a Plaza de Mayo del 17 de octubre de 1945, que liberó a Perón y obtuvo la convocatoria a elecciones en febrero de 1946 en las que ganaría por primera vez el peronismo, convocando a la población a marchar desde la ciudad obrera de Berisso. Muy temprano, Roldán recibió el llamado de Cipriano Reyes, dándole la orden de paralizar las tareas en los frigoríficos Swift y Armour, y movilizar a los obreros. Marcharon quince kilómetros hasta la plaza San Martín de La Plata, donde con un megáfono desde las escaleras de la Casa de Gobierno convocó a ir hacia el centro de Buenos Aires, diciendo:

Si Perón no aparece en la Plaza de Mayo vivo y sano antes de las 12 de la noche, los obreros seguiremos sin trabajar, paralizando al pueblo argentino pase lo que pase. ¡La vida por Perón!

Ese día llegó a hablar a la multitud en horas de la noche, desde el palco de la Casa Rosada.
Luego de la liberación de Perón, fue una de las fundadoras del Partido Laborista de Argentina que obtuvo la gran mayoría de los votos con que Perón fue consagrado presidente el 24 de febrero de 1946. Durante el gobierno peronista, influyó y presionó para que se sancionara la Ley del Sufragio Femenino, reconociendo a las mujeres el derecho a elegir y ser elegidas. En 1951 obtuvo que el gobierno peronista construyera el Barrio Obrero de Berisso.
Cercana al sindicalista y político Cipriano Reyes, cuando este se enfrentó con Perón, perdió influencia en la vida política y sindical, afectada también por la tradicional invisibilización que posterga a las mujeres.